# Gurania crinita
Gurania crinita là một loài thực vật có hoa trong họ Cucurbitaceae. Loài này được Huber mô tả khoa học đầu tiên năm 1914.